# David Bainbridge
Pour les articles homonymes, voir Bainbridge.
David Bainbridge (1941-2013) est un sculpteur, artiste contemporain britannique et ancien membre du groupe d'artistes conceptuels Art & Language.

## Biographie
David Bainbridge a étudié à la St. Martins School of Art de Londres de 1963 à 1966. Il a enseigné au Coventry College of Art et au Birmingham College of Art de 1966 à 1969, à la Lanchester Polytechnic de Coventry de 1969 à 1971, et au Hull College of Art + Stourbridge College of Art de 1971 jusqu'à sa retraite.
En 1964, Bainbridge est devenu membre du groupe Fine Artz et a travaillé sur le projet Action Chair. En 1966, il a participé avec Fine Artz à l'exposition de sculpture à la St. Martins School of Art à Londres. En 1969, il expose au Seattle Museum of Art.
David Bainbridge a fondé le groupe Art & Language en 1969. Il en est devenu membre et l'est resté jusqu'au milieu des années 1970,.
David Bainbridge en tant que membre de Art & Language en 1972 a participé lors de la documenta 5 à Cassel au projet Index 01 dans la section Idea + Idea/Light, aux côtés des artistes Art & Language Terry Atkinson, Michael Baldwin, Ian Burn, Charles Harrison, Harold Hurrell, Mel Ramsden et Joseph Kosuth,. Avec Art & Language, il a également été représenté à Documenta 6 en 1977.